# Кассиопея четырёхгранная
Кассиопея четырёхгранная (лат. Cassiope tetragona) — характерное для Арктики низкорослое древесное растение, вид рода Кассиопея (Cassiope) семейства Вересковые (Ericaceae), типовой вид этого рода. Растение имеет циркумполярный ареал: распространено на севере России, на Аляске, севере Канады, в Гренландии, на севере Скандинавии, на Шпицбергене.

## Название

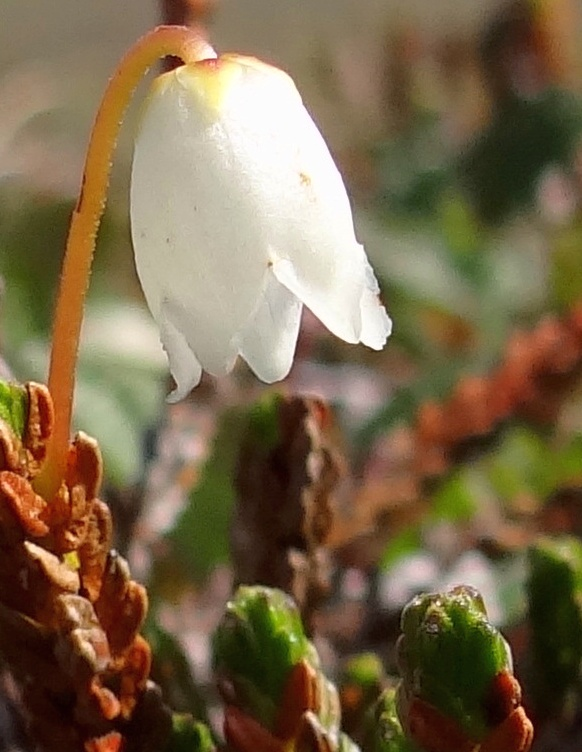
Цветок крупным планом. Северная Норвегия

Вид был описан Карлом Линнеем под названием Andromeda tetragona в его труде Flora Lapponica (1737) и затем вошёл в Species plantarum (1753). В 1834 году был выделен Дэвидом Доном вместе с некоторыми другими видами в отдельный род Cassiope.

## Биологическое описание
Представители рода Кассиопея — характернейшие растения Арктики и Субарктики, доминирующие во многих типах тундр.
Кассиопея четырёхгранная — низкорослый вечнозелёный стелющийся кустарничек. Стебли тонкие, ползучие, ветвистые, высотой 8—30 см.
Листья мелкие, сидячие, плотно прижатые к ветвям, чешуевидные, овально-трёхгранные, тупые, без щетинок, матовые сверху, с внешней стороны покрыты очень мелкими волосками (трихомами). Длина 2—5,5 мм. Завёрнутый край листа образует глубокую продольную бороздку
Цветки 5-мерные, поникающие, одиночные, на относительно длинных (длина цветоножек превышает последний годичный прирост материнского побега) боковых (пазушных) цветоножках, нередко имеющих пурпурную окраску. Венчик — удлинённо-колокольчатый, белый или желтоватый, его длина — от 5 до 9 мм, доли венчика наверху слабо отогнуты кнаружи. Столбик цилиндрический. Тычинок десять, они вдвое короче венчика. Пестик цилиндрический, прямой, наверху тупой. Цветёт в июне — июле.
Цветки с очень слабым ароматом, напоминающим ландыш. Запах усиливается к вечеру.
Завязь верхняя, плод — почти круглая коробочка, 3—5 мм длиной. Плодоносит в сентябре.